# Ecteinascidia conklini
Ecteinascidia conklini är en sjöpungsart som beskrevs av Berrill 1932. Ecteinascidia conklini ingår i släktet Ecteinascidia och familjen Perophoridae. Inga underarter finns listade i Catalogue of Life.